# Mark Demetz
Mark Demetz (Bressanone, 17 febbraio 1981) è un ex hockeista su ghiaccio italiano.

## Carriera
Da giovane era considerato uno dei migliori prospetti italiani nel suo ruolo di portiere, tanto da aver preso regolarmente parte, in maglia azzurra, ai campionati europei Under-18 e ai mondiali Under-18 ed Under-20.
È entrato nel giro della nazionale maggiore negli anni tra il 1999 e il 2004, ma senza essere mai stato selezionato per competizioni IIHF. Venne richiamato in azzurro, dopo quasi undici anni di assenza, in occasione di un torneo amichevole nel novembre 2014.
A livello di club, nella massima serie italiana ha vestito le maglie di Gardena (squadra nella quale era cresciuto hockeisticamente, con cui ha esordito nella stagione 1997-1998 e nella quale ha fatto ritorno tra 2013 e 2015, quando aveva mutato denominazione in Gherdëina), Fassa (1998-1999), Varese (1999-2000), Brunico (2000-2001, rimanendo anche nella stagione successiva in serie A2, con la squadra che cambiò nome in Val Pusteria), Milano Vipers (dal 2002 al 2006, contribuendo - da portiere di riserva - alla vittoria di due scudetti e una Coppa Italia), Bolzano (nella prima parte della stagione 2009-2010) e Vipiteno (con cui ha chiuso la carriera al termine della stagione 2015-2016).
Dopo il ritiro si è dedicato all'allevamento degli alpaca avviato col padre; è stato tra i soci fondatori della Società Nazionale Alpaca e Lama.

## Palmarès
- Campionato italiano: 2

Milano Vipers: 2003-2004, 2004-2005
- Coppa Italia: 1

Milano Vipers: 2004-2005